# Pasynky
Pasynky (ukr. Пасинки) – wieś na Ukrainie, w obwodzie winnickim, w rejonie szarogrodzkim.

## Urodzeni w Pasynkach
- Leon Białkowski – polski historyk, archiwista, profesor Katolickiego Uniwersytetu Lubelskiego[1].